# Giant Steps (The Boo Radleys-album)
Az 1993-as Giant Steps a The Boo Radleys harmadik nagylemeze. Az album címét John Coltrane azonos című albuma inspirálta. Az album top 20-as lett az Egyesült Királyságban, de nem termelt top 40-es kislemezt. Az album szerepel az 1001 lemez, amit hallanod kell, mielőtt meghalsz című könyvben.

## Az album dalai
|     | Cím                                | Szerző(k)                                  | Hossz |
| --- | ---------------------------------- | ------------------------------------------ | ----- |
| 1.  | I Hang Suspended                   | zene: The Boo Radleys; szöveg: Martin Carr | 3:57  |
| 2.  | Upon Ninth and Fairchild           | The Boo Radleys; Carr                      | 4:50  |
| 3.  | Wish I Was Skinny                  | The Boo Radleys; Carr                      | 3:37  |
| 4.  | Leaves and Sand                    | The Boo Radleys; Carr                      | 4:25  |
| 5.  | Butterfly McQueen                  | The Boo Radleys; Carr                      | 3:28  |
| 6.  | Rodney King (Song for Lenny Bruce) | The Boo Radleys; Carr                      | 2:45  |
| 7.  | Thinking of Ways                   | The Boo Radleys; Carr                      | 3:48  |
| 8.  | Barney (...and Me)                 | The Boo Radleys; Carr                      | 4:42  |
| 9.  | Spun Around                        | The Boo Radleys; Carr                      | 2:31  |
| 10. | If You Want It, Take It            | The Boo Radleys; Carr                      | 2:47  |
| 11. | Best Lose the Fear                 | The Boo Radleys; Carr                      | 4:12  |
| 12. | Take the Time Around               | The Boo Radleys; Carr                      | 4:07  |
| 13. | Lazarus                            | The Boo Radleys; Carr                      | 4:38  |
| 14. | One Is For                         | The Boo Radleys; Carr                      | 1:36  |
| 15. | Run My Way Runway                  | The Boo Radleys; Carr                      | 2:20  |
| 16. | I've Lost the Reason               | The Boo Radleys; Carr                      | 5:17  |
| 17. | The White Noise Revisited          | The Boo Radleys; Carr                      | 5:02  |

## Közreműködők

### The Boo Radleys
- Rob Cieka – dob, ütőhangszerek
- Tim Brown – basszusgitár, billentyűk
- Sice – ének
- Martin Carr – gitár, billentyűk, ének

### További zenészek
- Steve Kitchen – trombita, szárnykürt
- Lindsay Johnston – cselló
- Jackie Toy – klarinét, basszusklarinét
- Meriel Barham – vokál (Rodney King és One Is For)
- Chris Moore – trombita (Lazarus)
- Margaret Fiedler – cselló (Lazarus)
- Keith Cameron – vokál (The White Noise Revisitied)
- Yvette Lacey – vokál (The White Noise Revisitied)
- Moose – taps (Wish I Was Skinny), vokál (The White Noise Revisitied)
- Kle – vokál (The White Noise Revisitied)
- Laurence – vvokál (The White Noise Revisitied)
- Nick Addison – vokál (The White Noise Revisitied)
- Guy Fixsen – vokál (The White Noise Revisitied)
- Russell – taps (Wish I Was Skinny)

### Produkció
- BOO! Productions (Martin Carr, Tim Brown, Andy Wilkinson) – producer, a Lazarus újrakeverése
- Kevin & Barry – mastering (a Townhouse Studios-ban)
- Andy Wilkinson – hangmérnök
- Giles Hall – hangmérnökasszisztens
- Anjali Dutt – kebverés (a londoni Battery Studios-ban)
- Sarah Bedingham – asszisztens
- Alan Moulder – a Lazarus újrakeverése
- Stephen A. Wood – borító
- Designland Limited – borító

## Fordítás
Ez a szócikk részben vagy egészben a Giant Steps (The Boo Radleys album) című angol Wikipédia-szócikk ezen változatának fordításán alapul.  Az eredeti cikk szerkesztőit annak laptörténete sorolja fel. Ez a jelzés csupán a megfogalmazás eredetét és a szerzői jogokat jelzi, nem szolgál a cikkben szereplő információk forrásmegjelöléseként.